# Aillevillers-et-Lyaumont
Aillevillers-et-Lyaumont és un municipi francès situat al departament de l'Alt Saona i a la regió de Borgonya - Franc Comtat. L'any 2007 tenia 1.653 habitants.

## Demografia

### Població
El 2007 la població de fet d'Aillevillers-et-Lyaumont era de 1.653 persones. Hi havia 701 famílies, de les quals 224 eren unipersonals (106 homes vivint sols i 118 dones vivint soles), 221 parelles sense fills, 193 parelles amb fills i 63 famílies monoparentals amb fills.
La població ha evolucionat segons el següent gràfic:
Habitants censats

### Habitatges
El 2007 hi havia 860 habitatges, 707 eren l'habitatge principal de la família, 64 eren segones residències i 89 estaven desocupats. 683 eren cases i 175 eren apartaments. Dels 707 habitatges principals, 502 estaven ocupats pels seus propietaris, 189 estaven llogats i ocupats pels llogaters i 16 estaven cedits a títol gratuït; 4 tenien una cambra, 27 en tenien dues, 99 en tenien tres, 179 en tenien quatre i 398 en tenien cinc o més. 514 habitatges disposaven pel capbaix d'una plaça de pàrquing. A 342 habitatges hi havia un automòbil i a 254 n'hi havia dos o més.

### Piràmide de població
La piràmide de població per edats i sexe el 2009 era:
| Homes | Edats   | Dones |
| ----- | ------- | ----- |
| 0     | 95 o +  | 4     |
| 0     | 90 a 94 | 16    |
| 12    | 85 a 89 | 12    |
| 8     | 80 a 84 | 12    |
| 32    | 75 a 79 | 44    |
| 28    | 70 a 74 | 32    |
| 48    | 65 a 69 | 48    |
| 44    | 60 a 64 | 52    |
| 40    | 55 a 59 | 48    |
| 64    | 50 a 54 | 48    |
| 64    | 45 a 49 | 48    |
| 72    | 40 a 44 | 56    |
| 44    | 35 a 39 | 56    |
| 80    | 30 a 34 | 60    |
| 60    | 25 a 29 | 84    |
| 40    | 20 a 24 | 56    |
| 64    | 15 a 19 | 76    |
| 92    | 10 a 14 | 84    |
| 68    | 5 a 9   | 52    |
| 64    | 0 a 4   | 72    |

## Economia
El 2007 la població en edat de treballar era de 1.068 persones, 725 eren actives i 343 eren inactives. De les 725 persones actives 618 estaven ocupades (360 homes i 258 dones) i 106 estaven aturades (50 homes i 56 dones). De les 343 persones inactives 140 estaven jubilades, 91 estaven estudiant i 112 estaven classificades com a «altres inactius».

### Ingressos
El 2009 a Aillevillers-et-Lyaumont hi havia 715 unitats fiscals que integraven 1.694,5 persones, la mediana anual d'ingressos fiscals per persona era de 14.735 €.

### Activitats econòmiques
Dels 59 establiments que hi havia el 2007, 2 eren d'empreses extractives, 3 d'empreses alimentàries, 1 d'una empresa de fabricació de material elèctric, 9 d'empreses de fabricació d'altres productes industrials, 12 d'empreses de construcció, 7 d'empreses de comerç i reparació d'automòbils, 6 d'empreses de transport, 2 d'empreses d'hostatgeria i restauració, 3 d'empreses financeres, 8 d'empreses immobiliàries, 3 d'empreses de serveis, 1 d'una entitat de l'administració pública i 2 d'empreses classificades com a «altres activitats de serveis».
Dels 16 establiments de servei als particulars que hi havia el 2009, 1 era una oficina de correu, 1 taller de reparació d'automòbils i de material agrícola, 3 paletes, 2 guixaires pintors, 2 fusteries, 2 lampisteries, 1 electricista, 2 perruqueries i 2 restaurants.
Dels 6 establiments comercials que hi havia el 2009, 1 era una botiga de més de 120 m², 3 fleques i 2 llibreries.
L'any 2000 a Aillevillers-et-Lyaumont hi havia 20 explotacions agrícoles que ocupaven un total de 876 hectàrees.

## Equipaments sanitaris i escolars
L'únic equipament sanitari que hi havia el 2009 era una farmàcia.
El 2009 hi havia 1 escola maternal i 1 escola elemental.

## Poblacions més properes
El següent diagrama mostra les poblacions més properes.